# Bornheim (Francfort-sur-le-Main)
Pour les articles homonymes, voir Bornheim (homonymie).

Armoiries

Le quartier (en rouge) au sein de l'arrondissement (en gris foncé) et de la ville (en gris clair)

Francfort-Bornheim (en allemand : Frankfurt-Bornheim) est un quartier de Francfort-sur-le-Main.